# Гёсниц
Гёсниц (нем. Gößnitz) — город в Германии, в земле Тюрингия. 
Входит в состав района Альтенбург.  Население составляет 3752 человека (на 31 декабря 2010 года). Занимает площадь 14,04 км². Официальный код  —  16 0 77 012.
Город подразделяется на 5 городских районов.